# باشگاه فوتبال تپلیس
باشگاه فوتبال تپلیس  (به چکی: FK Teplice) یک باشگاه فوتبال در جمهوری چک است که در شهر تپلیس قرار دارد و هم‌اکنون در لیگ برتر فوتبال جمهوری چک بازی می‌کند.
این باشگاه در سال ۱۹۴۵ میلادی تأسیس شده‌است.

## افتخارات

### داخلی
- لیگ برتر فوتبال جمهوری چک 
  - نایب قهرمان (۱): ۹۹–۱۹۹۸
- جام حذفی فوتبال جمهوری چک
  - قهرمان (۲): ۲۰۰۳، ۲۰۰۹

### بین‌المللی
مسابقات بین‌المللی ایران 
- قهرمان ۱۹۷۵
- نایب قهرمان ۱۹۷۴